# Pagamento
Il pagamento è un trasferimento di ricchezza da una parte in causa (ad esempio una persona o azienda) a un'altra. Viene solitamente eseguito in cambio della fornitura di merci, servizi o entrambi, o per adempiere un obbligo giuridico.

## Descrizione
La forma più semplice e antica di pagamento è il baratto, lo scambio di un bene o servizio per un altro. Nel mondo moderno, comuni mezzi di pagamento da parte di un individuo sono tramite denaro, assegno, rapporto interbancario diretto, credito, o bonifico. Nel commercio tali pagamenti sono spesso preceduti da una fattura o sono riportati in una ricevuta. Tuttavia, non ci sono limiti arbitrari sulla forma che un pagamento può avere, quindi in operazioni complesse tra le imprese, i pagamenti possono assumere la forma di azioni o di altre disposizioni più complicate.
Per la legge, il pagatore è la parte che effettua un pagamento, mentre il beneficiario è il destinatario del pagamento. Le modalità di pagamento definiscono i termini di scadenza della fattura (dell'effetto in generale) e le tipologie di pagamento (Assegno, Bonifico Bancario, Ricevuta Bancaria, vaglia, contrassegno etc.). Normalmente i pagamenti delle fatture sono previsti negli accordi o condizioni contrattuali con le seguenti modalità:
- bonifico bancario presso gli sportelli bancari, da Remote Banking o Home Banking;
- addebito diretto;
- bollettino postale presso qualsiasi ufficio postale;
- vaglia postale  presso gli uffici postali o tramite le procedure indicate da Poste Italiane;
- ricevuta bancaria;
- contante;
- assegno bancario o assegno postale;
- assegno circolare;
- cambiale o tratta bancaria;
- lettera di credito.

L’indicazione Rimessa Diretta  significa che il pagamento del debitore deve essere effettuato in maniera diretta cioè senza intermediari ed al domicilio del creditore. Questa indicazione differisce da Fronte fattura la quale comporta che il pagamento avvenga non appena acquisita la fattura (è un modo alternativo per dire "a pronti" ovvero senza dilazione di tempo, ad esempio i classici 30 giorni).
Le opzioni di pagamento potranno essere, a seconda di quanto stipulato o previsto nelle condizioni di contratto (solitamente in quelle particolari poiché nelle condizioni generali di contratto, quando esistono, si riportano clausole giuridiche):
- tramite bonifico, in tale caso dovranno essere indicati gli estremi bancari su cui effettuare il bonifico;
- tramite assegno bancario, intestato al creditore e da recapitare all'indirizzo dello stesso;
- tramite vaglia postale, intestato al creditore e da recapitare all'indirizzo dello stesso;
- tramite paypal o altre carte o servizi simili, in tale caso dovranno essere indicati gli estremi utili. Etc.

In caso di Rimessa Diretta si esclude il pagamento tramite “ricevuta bancaria” RIBA in quanto questo prevede la figura della banca come intermediaria. 
Dopo la comunicazione della fattura indicante "rimessa diretta " non sono necessari altri avvisi: spetterà al debitore l’onere del pagamento, mentre il creditore non ha alcun altro obbligo di comunicazione.
Come precisato sopra, non si deve confondere la dicitura "rimessa diretta" con "pagamento vista fattura", in quanto questa modalità comporta che il pagamento sia eseguito alla ricezione della fattura, mentre la rimessa diretta può avere una tempistica anche di 30/60/90 gg, coerentemente agli accordi di pagamento previsti.
Quando sono indicati i giorni del pagamento dilazionato (30, ecc.) ci sono due precisazioni:
- DFFM (data fattura fine mese);
- DF (data fattura).

Nel primo caso l'intervallo è calcolato a partire dall'ultimo giorno del mese di emissione della fattura; nel secondo, invece, l'inizio dell'intervallo è proprio la data della fattura. Ad esempio con una fattura emessa il 18 settembre e pagamento a 30 giorni DFFM, il pagamento deve avvenire il 31 ottobre; con pagamento a 30 giorni DF la scadenza è 18 ottobre.

## Incasso
Il pagamento è l'azione del debitore verso il creditore. L'incasso, invece, è il simmetrico effetto dal punto di vista del creditore (cioè l'acquisizione dell'importo a credito in conseguenza dell'avvenuto pagamento da parte del debitore).